# شیر نو
شیر نو (انگلیسی: Share Now) شرکت اجاره خودرو آلمانی است، که در سال ۲۰۰۸ تأسیس شد.